# 33157 Pertile
33157 Pertile este un asteroid din centura principală de asteroizi.

## Descriere
33157 Pertile este un asteroid din centura principală de asteroizi. A fost descoperit pe 24 februarie 1998 la Observatorul din Ondřejov de Petr Pravec. Asteroidul prezintă o orbită caracterizată de o semiaxă mare de 2,67 ua, o excentricitate de 0,17 și o înclinație de 13,1° în raport cu ecliptica.